# Josef Heumann
Josef Heumann (* 14. Oktober 1964 in Oberaudorf) ist ein ehemaliger deutscher Skisportler, der in den Disziplinen Skispringen und Nordische Kombination aktiv war.

## Werdegang
Am 30. Dezember 1981 gab Heumann sein internationales Debüt im Skisprung-Weltcup im Rahmen des Auftaktspringens zur Vierschanzentournee 1981/82 in Oberstdorf. Dabei blieb er jedoch erfolglos und landete nur im hinteren Mittelfeld.
1984 und 1985 bestritt Heumann drei Weltcup-Rennen als Nordischer Kombinierer. Dabei erreichte er mit dem 7. Platz im Einzel im schwedischen Falun sein bestes Resultat. Nach zwei weiteren Top-15-Platzierungen 1985 konzentrierte sich Heumann jedoch wieder voll auf seine Karriere als Spezialspringer.
Ab 1986 startete er erneut im Skisprung-Weltcup. Die Vierschanzentournee 1986/87 verlief jedoch erfolglos, so dass er in der Weltcup-Saison 1986/87 zu keinem weiteren Springen antrat. Erst am 13. Dezember 1987 startete er wieder bei einem Weltcup-Springen in Lake Placid und erreichte überraschend den 4. Platz. Auch die darauf folgende Vierschanzentournee 1987/88 verlief besser. Er erreichte unter anderem einen 6. Platz in Innsbruck.
Bei den Olympischen Winterspielen 1988 in Calgary sprang Heumann von der Normalschanze auf den 31. und von der Großschanze auf den 36. Platz. Im Teamspringen erreichte er gemeinsam mit Andreas Bauer, Peter Rohwein und Thomas Klauser den 6. Platz.
Die Saison 1988/1989 begann er mit mehreren Top-10-Platzierungen. Auch in den ersten beiden Springen erreichte er Platzierungen unter den besten zehn. Eine gute Tournee-Platzierung blieb jedoch aus, nachdem er im letzten Springen in Bischofshofen nur den 46. Platz belegte.
Bei der Nordischen Skiweltmeisterschaft 1989 in Lahti sprang er von der Normalschanze auf den 33. und von der Großschanze auf den 23. Platz. Die Weltcup-Saison 1989/90 begann verhalten mit wechselnden Ergebnissen. Beim Springen in Oberstdorf im Rahmen der Vierschanzentournee 1989/90 konnte er jedoch mit dem 2. Platz sein bestes Einzelresultat seiner Karriere erzielen. In der Tournee-Gesamtwertung belegte er am Ende den 7. Platz.
Bei der Skiflug-Weltmeisterschaft 1990 in Vikersund flog Heumann auf den 18. Platz. In den folgenden zwei Jahren konnte er nur selten gute Platzierungen erzielen. Daher startete er ab 1991 zusätzlich im Skisprung-Continental-Cup, blieb jedoch auch dort erfolglos und beendete daraufhin 1992 seine aktive Skisprungkarriere.
Der in Anlehnung an das Maskottchen der Olympischen Winterspiele 1988 „Howdy“ genannte Heumann durchlief in Ludwigshafen am Rhein eine Ausbildung zum Krankengymnast.